# Historia Żelechowa
Historia Żelechowa sięga XIII wieku, rozwój miasta załamał się po potopie szwedzkim. W czasie drugiej wojny światowej zginęła ponad połowa mieszkańców, a miasto zmieniło swój charakter.

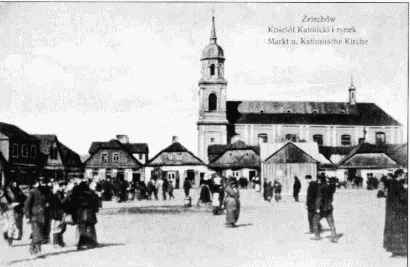
Widok północnej pierzei Rynku i kościoła parafialnego w czasie I wojny światowej

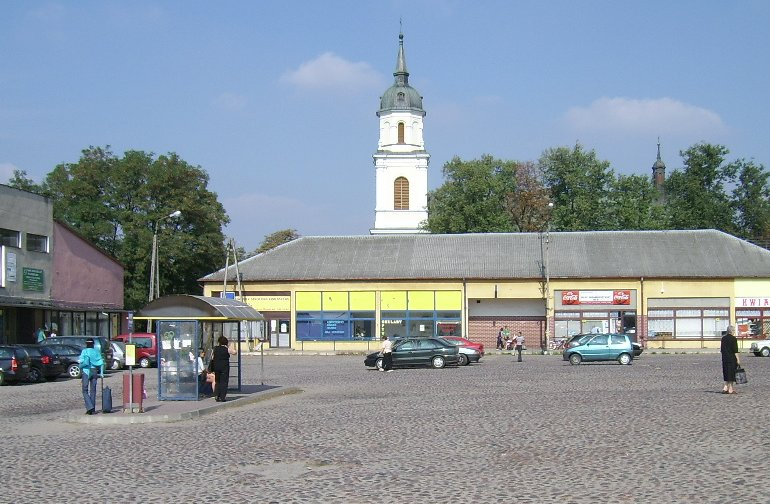
Podobne ujęcie w 2007 r.

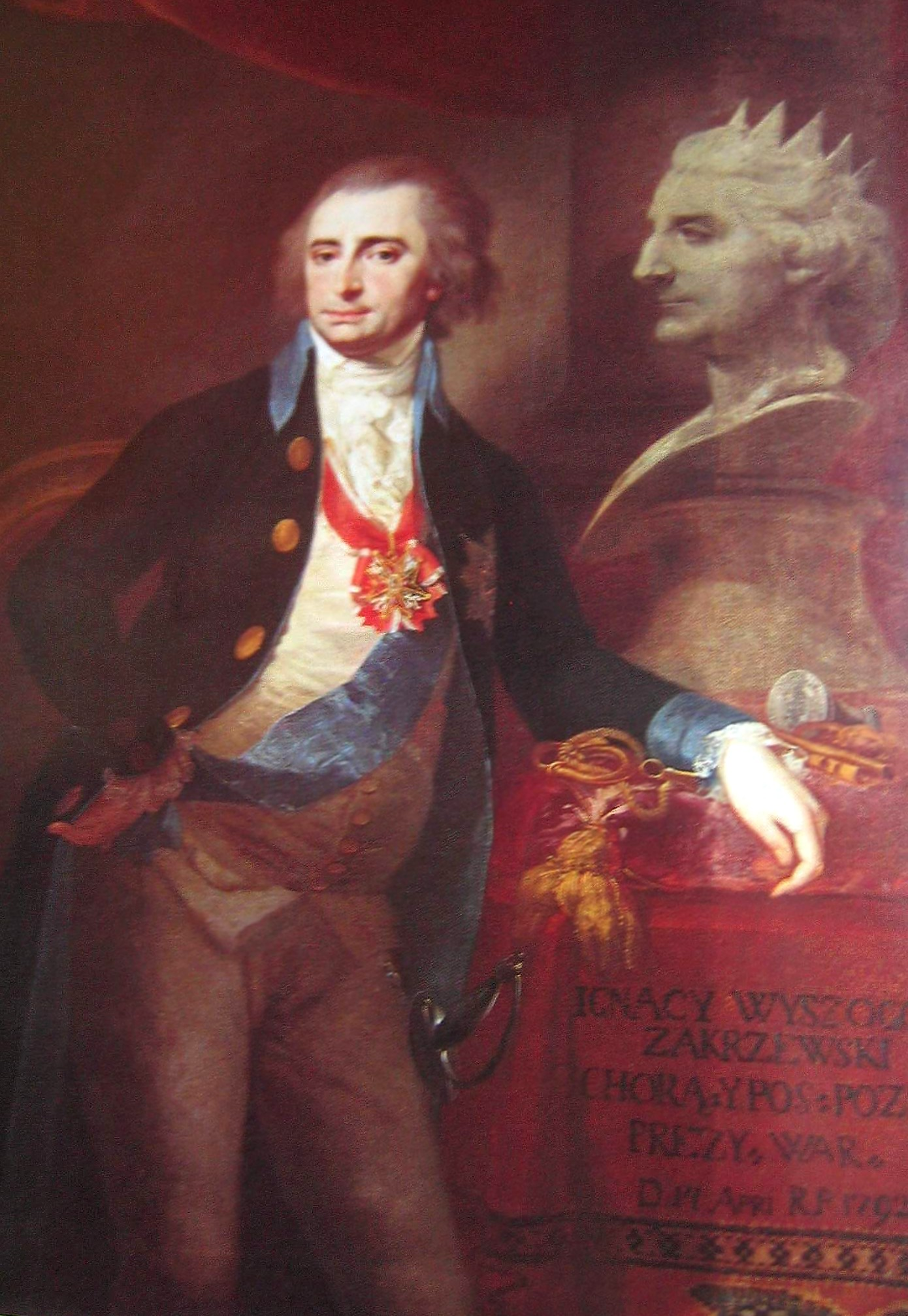
Ignacy Wyssogota Zakrzewski

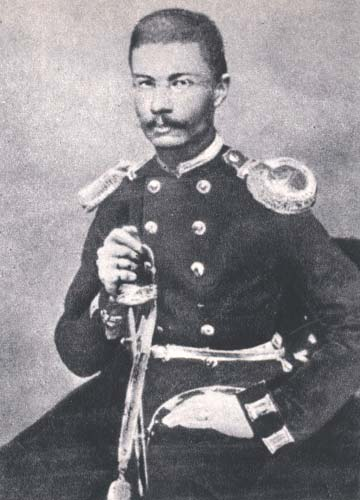
Romuald Traugutt w mundurze armii rosyjskiej

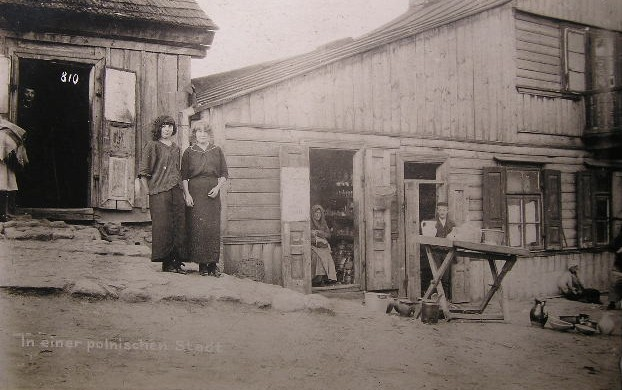
Sztetl żelechowski w 1916 roku

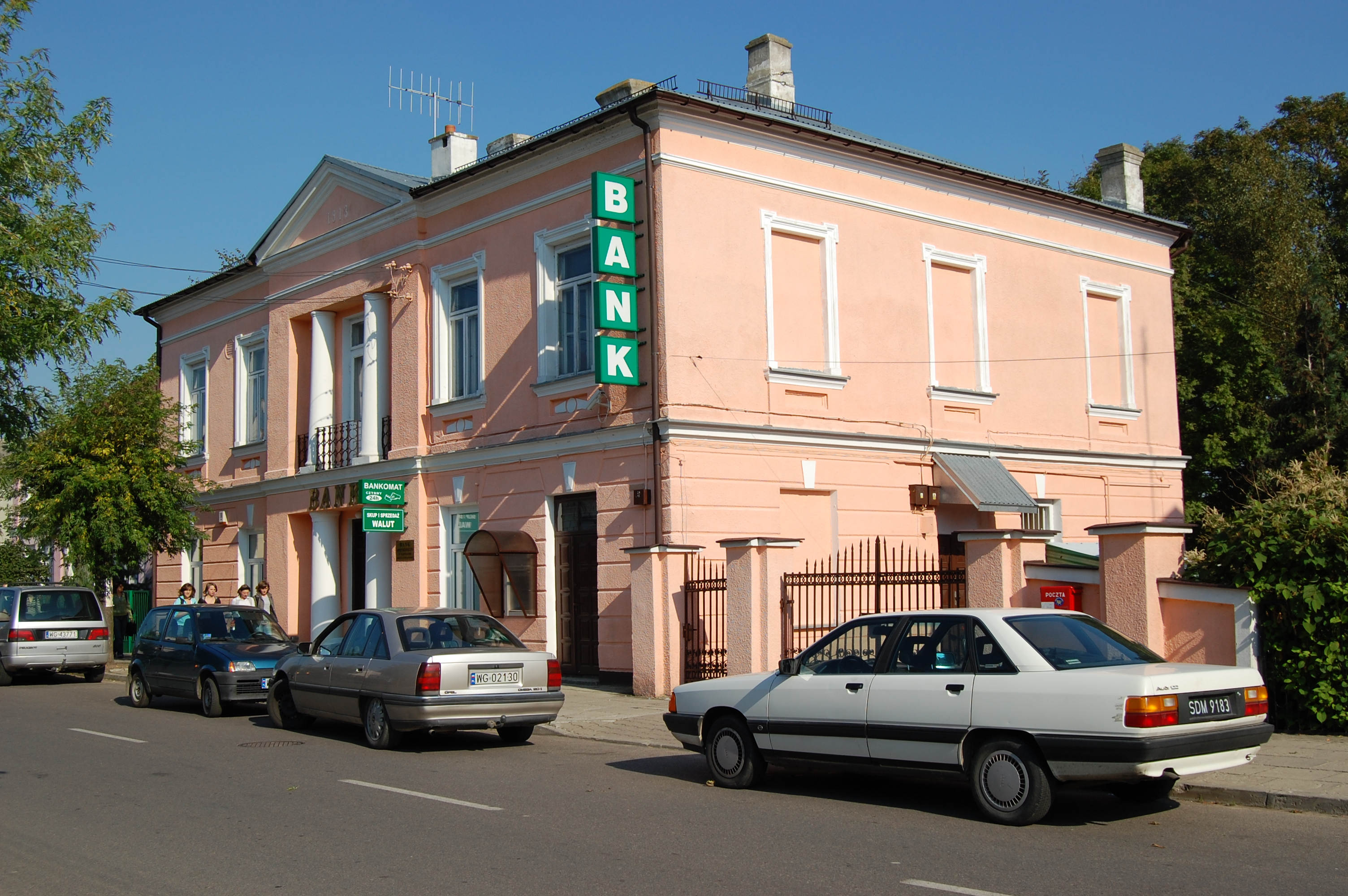
Kamienica, do budowy której doprowadził Antoni Michałowski

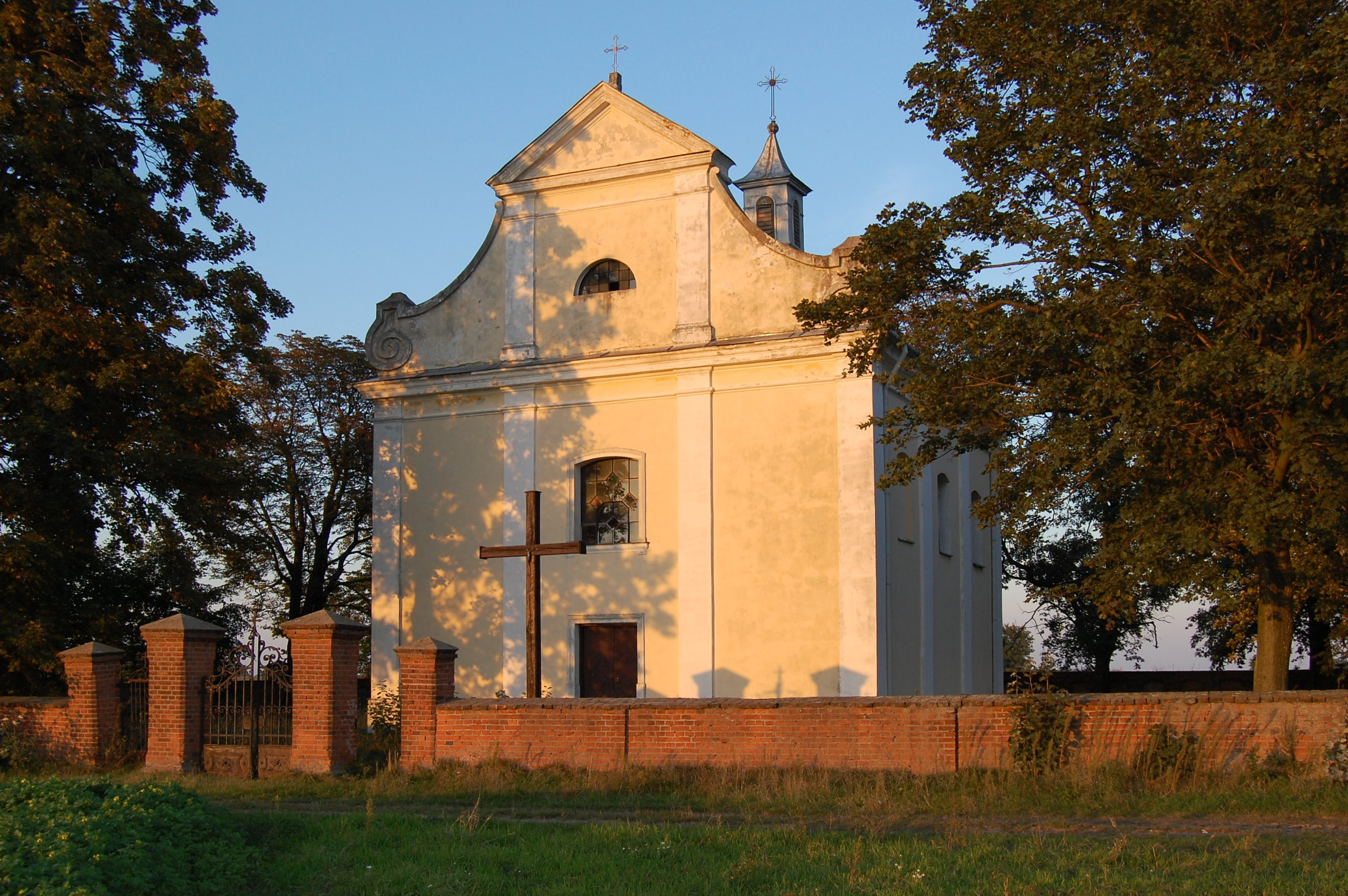
Kościół filialny

## Okres przedlokacyjny
Tereny Żelechowa leżały w obszarze zamieszkanym przez plemię Lędzian, którzy prawdopodobnie zostali podbici przez księcia Wiślan, a ci z kolei przez państwo wielkomorawskie. Dlatego też później Żelechów wraz z całą ziemią stężycką należał do województwa sandomierskiego, a co za tym idzie do Małopolski.
Żelechów był początkowo prawdopodobnie ulicówką. Były to dwie ulice rozwidlające się z okolicach obecnego kościoła i skrzyżowania ulicy Długiej z ulicą Kościuszki. Jedną z tych dwóch najstarszych ulic jest właśnie ulica Długa. Jej południowa odnoga zatarła się jednak i jej środkowy przebieg nie jest obecnie czytelny. Żelechów mieścił się na skrzyżowaniu dwóch szlaków handlowych: jednego wiodącego z Lublina przez Kock, Okrzeję, Żelechów, Wilczyska, Garwolin do Warszawy, drugi łączący tereny nadwiślańskie poprzez Żelechów, Stoczek Łukowski z Łukowem. W XIII wieku Żelechów musiał często opierać się najazdom Jadźwingów, Litwinów i Rusinów.

## Średniowiecze i I Rzeczpospolita
Żelechów po raz pierwszy dowodnie pojawia się w źródłach w wykazach świętopietrza w latach 1325-1327, 1336, 1346. Wymienieni są też dwaj jej plebani Fabian i Florian. Przypuszczalnie parafia musiała powstać tu przed 1325 rokiem. Na podstawie dokumentu króla Kazimierza Jagiellończyka z dnia 4 września 1447 roku wystawionego w Łukowie, na prośby Andrzeja i Mikołaja synów śp. Andrzeja Ciołka, podkomorzego sandomierskiego, król zezwolił na odbywanie w ich mieście Żelechowie targów tygodniowych w każdy wtorek i jarmarków w święto Przeniesienia św. Stanisława na jesieni. Żelechów uzyskał także prawo do organizowania targów we wtorki i jarmarków w dniu św. Stanisława oraz zwolnienia mieszkańców od płacenia myt i ceł w granicach królestwa. Dokument ten wyraźnie wskazuje, że w tym czasie Żelechów był już lokowanym miastem, czyli lokacja musiała nastąpić przed 1447 rokiem. Inne źródła twierdzą, że Żelechów uzyskał prawa miejskie w 1447 roku od Kazimierza Jagiellończyka dla Mikołaja i Jędrzeja Ciołków herbu własnego. Data ta jest podawana przez niektóre źródła w wątpliwość. Kronikarz Jan Długosz w swoim Liber Beneficiorum z lat 1470-80 podaje, że w Żelechowie znajdował się drewniany kościół. W tym okresie administracyjnie leżał w ziemi stężyckiej należącej do końca XVIII wieku w województwie sandomierskim. Przez miejscowość przechodziła droga biegnąca z Radomia opcjonalnie przez Sieciechów, Stężycę lub Kozienice, Korytnicę do Żelechowa i dalej do Tuchowicz, Łukowa, Brześcia i Grodna oraz druga z Lublina do Warszawy przez Garwolin i Okrzeję. Było to miasto prywatne, co oznacza, że ziemia, a często także budynki, nie należały do mieszkańców, a były tylko dzierżawione od właściciela majątku. Początkowo była nimi rodzina Ciołków, która później przybrała nazwisko Żelechowskich. Od 2 połowy XV wieku kontakty Królestwa Polskiego z Litwą nasiliły się, co spowodowało, że trakt biegnący przez Żelechów stał się jednym z głównych szlaków handlowych na Litwę z Małopolski (trasą Kraków-Piotrków-Radom-Kozienice-Żelechów-Łuków i dalej do Grodna Wilna i Brześcia). W związku z dynamicznym rozwojem miasta w 1513 roku zmieniono terminy odbywania targów i jarmarków. W 1513 roku Zygmunt Stary nadał miastu drugi jarmark, targ przeniósł na poniedziałek, a stary jarmark z dnia św. Stanisława (8 maja) na dzień św. Marka (25 kwietnia). W 1556 roku Zygmunt August potwierdził te przywileje. Targi we wtorek odbywają się do dziś. Wzmianki z okresu 1489-1532 wskazują na obronny charakter miasta, choć żadne źródła nie wskazują na istnienie tu umocnień murowanych. 22 stycznia 1515 r. Andrzej Ciołek de Zelechow et Borzecz darował swemu bratu przyrodniemu Feliksowi z Zielanki, staroście łukowskiemu połowę miasta i fortalicji wraz z przedmieściem i wsiami prawem dziedzicznym, natomiast drugą połowę oddał temuż Feliksowi w zastaw za 1000 grzywien długu. W dniu 11 kwietnia 1523 r. król Zygmunt Stary wystawił mandat do kasztelana sandomierskiego Mikołaja z Szydłowca, aby ten Jana Ciołka z Żelechowa wwiązał w dobra Feliksa z Zielanki, to jest do miasta Żelechów i fortalicji nawet siłą. W pierwszej połowie XVI wieku Ciołkowie odsprzedali majątek biskupowi krakowskiemu i kanclerzowi wielkiemu koronnemu Samuelowi Maciejowskiemu. Wiek później do Żelechowa zaczęli się sprowadzać Żydzi. Żelechów należał wtedy do rodziny Leżeńskich, a później Dobrzynieckich. W związku ze sprzyjającymi hodowli bydła i owiec warunkami naturalnymi i przywilejami w Żelechowie rozwijało się garbarstwo, kuśnierstwo, rymarstwo i szewstwo. W wyniku zniszczeń i strat ludności związanych z potopem szwedzkim i wojnami północnymi rozwój miasta został zahamowany.
W 1669 roku miasto zostało nabyte przez Jana Linkhauza, chorążego orwuckiego, on też rozpoczął budowę kościoła parafialnego. Poprzedni, drewniany kościół spłoną w pożarze miast 2 maja 1692 roku. Spłonęło prawie całe miasto, a także dokumenty miejskie i akty fundacji i erekcji parafii. Kolejnym nieszczęściem był wybuch III wojny północnej. Aby pomóc miastu się odbudować, w 1703 roku August II potwierdził stare przywileje i nadał 6 jarmarków. W 1761 roku August III ustanowił kolejne dwa. Kolejnym właścicielem Żelechowa w 1707 roku został Stanisław Rzewuski, a później jego syn Wacław, który rozpoczął budowę kościoła filialnego. Druga połowa XVII wieku była okresem rezydowania w Żelechowie Lubomirskich, to oni rozpoczęli budowę istniejącego do dziś pałacu. W 1770 roku tutejszym rabinem został Lewi Izaak z Berdyczowa, czyniąc z Żelechowa do czasu jego opuszczenia w 1780 roku centrum chasydyzmu. W 1788 roku dziedzic Żelechowa Franciszek Placyd Roman zezwolił na zorganizowanie cechu szewców. W 1790 roku kolejnym właścicielem majątku został chorąży poznański Ignacy Wyssogota Zakrzewski herbu Wyssogota – pierwszy prezydent Warszawy. Ten zwolnił szewców od wszelkich opłat wobec dworu, co przyczyniło się do osiedlenia się w Żelechowie wielu przedstawicieli tego zawodu. W latach 1792–1795 dokonano regulacji miasta wytyczono wtedy Rynek, rozpoczęto budowę ratusza i dokończono budowę pałacu. W czasie insurekcji kościuszkowskiej w czasie przemarszu przez miasto Julian Ursyn Niemcewicz napisał: zatrzymaliśmy się dla wytchnienia w Żelechowie, miasteczku całkiem przez Moskali zrujnowanym.

## Zabory
W 1795 r. Żelechów znalazł się w granicach zaboru austriackiego. W 1802 r. zaborca wymógł przeniesienie cmentarzy katolickiego i żydowskiego poza miasto. W czasie wojen napoleońskich w Księstwie Warszawskim, a później w Królestwie Polskim. W pierwszej połowie XIX wieku właścicielami majątku została rodzina Ordęgów herbu Łodzia. Rozpoczynają oni inwestycje w hutę szkła, która działała do połowy XIX w., kiedy to wycięto już wszystkie okoliczne lasy i produkcja przestała się opłacać. Od huty szkła pochodzi nazwa podżelechowskiej wsi Huta Żelechowska. W okresie 1809–1842 Żelechów był miastem powiatowym w ówczesnym województwie podlaskim. Od 1823 roku notowana jest w mieście działalność cechu stolarskiego, do którego należeli rzemieślnicy nawet z Łukowa czy Garwolina. Od 1817 roku miasto posiadało burmistrza opłacanego ze składek mieszkańców. Pierwszym burmistrzem był Mikołaj Dębiński. W latach 1829–1831 Joachim Lelewel był posłem na sejm z tego powiatu. W Żelechowie stacjonował w tym czasie około tysięczny oddział batalionu saperów. Ich pobyt przyczyniał się do rozwoju gospodarczego, ze względu na popyt na różne produkty i usługi. Z drugiej strony w garnizonie często wybuchały epidemie. W roku 1853 zginęło ponad 1500 stacjonujących w mieście żołnierzy. W latach 1845–1846 miały miejsce liczne klęski żywiołowe i nieurodzaju. Z połowy XIX w. mamy pierwszą wzmiankę o stacji pocztowej w Żelechowie. Musiała ona prawdopodobnie istnieć już wcześniej.
Powstanie styczniowe było bardzo ważnym wydarzeniem w historii miasta. Dyktator powstania Romuald Traugutt mieszkał tam w 1845 roku. Służył jako oficer batalionu saperów. W czasie powstania w okolicy doszło do wielu potyczek, mieszkańcy miasta brali aktywny udział w walkach. W mieście stacjonowały wojska rosyjskie, które dokonały wielu szkód, w okolicy działał oddział powstańczy Walentego Lewandowskiego.
Po tych wydarzeniach od 1867 miasto przestało być prywatne, uwłaszczono okolicznych chłopów. Dotychczasowy majątek składający się z miasta, wsi Huta Żelechowska i Kotłówka został znacznie zmniejszony. Zlokalizowano tu w koszarach garnizon składający się z dwóch szwadronów kawalerii i oddziału artylerii, który korzystnie wpłynął na lokalną gospodarkę. Nastąpił okres szybkiego rozwoju, powstało wiele zakładów rzemieślniczych i przemysłowych, działały szkoły elementarne, Ochotnicza Straż Pożarna, cechy, biblioteka, Polska Macierz Szkolna, Towarzystwo Przyjaciół Sceny i Muzyki i inne instytucje. Wielki wkład dla pobudzenia aktywności mieszkańców miał dr Antoni Michałowski, który doprowadził do budowy Domu Kasy Stefczyka przy ulicy Pałacowej (obecnie Piłsudskiego). W mieście znajduje się ulica jego imienia. W budynku znalazła się m.in. sala teatralna, był to pierwszy tego typu budynek w powiecie. Szczególnie w tym okresie Żelechów stał się znany z produkcji butów. Dnia 22 lipca 1880 roku dużą część miasta strawił pożar, ale miasto szybko odbudowano, a w miejsce drewnianych domów zaczęły powstawać murowane kamienice. W tym czasie w folwarku Żelechów działały browar, młyn i cegielnia. W 1919 roku miasto liczyło 7800 mieszkańców.

## I wojna światowa
Tuż po wybuchu wojny na początku sierpnia 1914 r. powołano Komitet Obywatelski, który zajmował się gromadzeniem żywności i organizowaniem pomocy dla uciekinierów z linii frontu. Powstały później Komitet Pomocy Sanitarnej zorganizował w Żelechowie szpital dla rannych żołnierzy (obecnie budynek banku przy ulicy Piłsudskiego). W sierpniu 1915 r. weszły do Żelechowa wojska niemieckie. Niemcy okupowali Żelechów przez ponad trzy lata. Z tego okresu pochodzi seria pocztówek przedstawiających miasto. Bogdan Studziński był jednym z inicjatorów powstanie w Żelechowie Polskiej Organizacji Wojskowej. W 1916 r. doszło do 1. wyborów Rady Miejskiej w Żelechowie. Wybrani zostali w większości członkowie rozwiązanego przez wyborami Komitetu Obywatelskiego. Był to początek istnienia Rady Miejskiej w Żelechowie. W tym roku otworzono także w mieście gimnazjum.
Po odzyskaniu niepodległości w pierwszych wyborach do Sejmu Ustawodawczego posłem został dyrektor gimnazjum – Władysław Opala. Żelechów stał się także areną „Cudu nad Wisłą”. Nadciągająca Armia Czerwona po przekroczeniu Bugu 6 sierpnia 1920 r., wywołała poruszenie w Żelechowie. Ewakuowała się część mieszkańców i władze miejskie. Dziedzic Zygmunt Ordęga przeprawił za Wisłę dużą część dobytku, konie i bydło. Wieczorem 13 sierpnia można było usłyszeć odgłosy wystrzałów. Prawdopodobnie już następnego dnia sowieci wkroczyli do miasta. 16 sierpnia ruszyło kontruderzenie znad Wieprza, polskie samoloty bombardują w pobliżu miasta radzieckie oddziały. Już następnego dnia Józef Piłsudski przejeżdża przez Żelechów. Cytat z meldunku wojskowego:
16 Dywizja Piechoty w walkach w rejonie Okrzei-Sokoli wzięła licznych jeńców, wśród nich dowódcę 512 pułku, 3 działa, kilka km i dwa sztandary. Żelechów i linia Wilgi zajęta była o godz. 19,50

## Okres międzywojenny
W Żelechowie działało wtedy około 800 sklepów i warsztatów. W mieście znajdowała się siedziba sądu grodzkiego, posterunek policji, ośrodek zdrowia, kasa chorych, Ochotnicza Straż Pożarna, biblioteka publiczna, urząd pocztowy, biuro notarialne, Bank Żydowski, Kasa Stefczyka, Spółdzielnia Spożywców, dwa młyny i elektrownia. W 1927 r. zawarto umowę między Magistratem i warszawską spółką reprezentowaną przez E. Ostrowskiego i J. Boya na budowę elektrowni i elektryfikację miasta. Umowa przewidywała, że jeśli urząd miejski nie zgodzi się na budowę konkurencyjnej elektrowni, w ciągu 25 lat placówka przejdzie na własność miasta. W Żelechowie dział teatr amatorski, Klub Sportowy Sęp Żelechów, Związek Strzelecki „Strzelec” i kilka partii politycznych. Działały 4 szkoły podstawowe w tym jedna dla dzieci żydowskich. W latach 20. przez krótki okres istniała także szkoła średnia. Przed wojną burmistrzem był Ludwik Pudło, za jego kadencji uporządkowano rzekę, wybudowano basen, wybrukowano kilka ulic, założona ogródki działkowe na Wardzie, w części ulic powstała kanalizacja, a przy ulicy Pałacowej powstał gmach szkoły. Pudło w czasie wojny działał w Armii Krajowej. Został zamordowany przez Gestapo 7 lipca 1942 roku. Pochowany jest na tutejszym cmentarzu, a jedna z uliczek przy Rynku nosi jego imię. W 1939 roku w Żelechowie mieszkało już około 9000 mieszkańców.
W okresie międzywojennym doszło do rozwoju terytorialnego miasta. W 1914 roku powierzchnia w granicach administracyjnych wynosiła 150 ha, w 1921 roku 200 ha, a 1931 roku 956 ha przy powierzchni zabudowanej wynoszącej 216 ha. Granice miasta zmieniono mocą Rozporządzenia Rady Ministrów z dnia 19 stycznia 1926 roku, włączając do niego Przedmieście Żelechowskie, Ostrów-Majsterka i folwark Ostrów. W 1941 r. było w Żelechowie 16,6 km ulic, z czego ulic brukowanych z chodnikami betonowymi było 5,35 km, ulic brukowanych z chodnikami żwirowymi 1,9 km, ulic szabrowych bez chodników 5,68 km, niezabrukowanych bez chodników 2,25 km.
W pierwszej połowie 1936 roku dochodzi do ekscesów o podłożu antysemickim.

## II wojna światowa

### Holocaust
12 września 1939 roku Żelechów został zajęty przez niemiecką dywizję pancerną gen. Wernera Kempfa. Już dwa dni później Niemcy podpalili synagogę wraz ze znajdującymi się w niej ludźmi. W związku ze sporami granicznymi między ZSRR i III Rzeszą Niemiecką, wojska niemieckie wycofały się na kilka dni z miasta. W trakcie zaistniałej anarchii doszło do napaści polskich band antysemickich na Żydów. Polscy dezerterzy ukrywający się w pobliskich lasach porwali żelechowskiego rabina Izaaka Dawida ha-Kohen Ferzischera i wypuścili go dopiero po zapłaceniu okupu. W październiku 1940 roku Niemcy utworzyli otwarte getto, w którym mieszkało około 10 tysięcy Żydów. Wielu z nich pochodziło z innych polskich miast, szczególnie z Garwolina bardzo zniszczonego wskutek bombardowania i który Niemcy ogłosili miastem wolnym od Żydów. Żydzi byli poniżani, musieli płacić Niemcom okupy, wielu zabierano na roboty przymusowe. W getcie istniał Judenrat, zarządzający nim w pewnym stopniu. Po wybuchu wojny niemiecko-radzieckiej Żydom zabroniono opuszczać getto. Pod koniec 1941 liczba mieszkańców getta wzrosła do około 13 tysięcy, czyniąc warunki życia bardzo trudnymi. Dnia 30 września 1942 roku rozpoczęła się likwidacja getta, Niemcy odprowadzili Żydów do stacji kolejowej w Sobolewie, gdzie pociągami zostali przetransportowani do obozu zagłady w Treblince. Osoby niezdolne do tak długiego marszu (ok. 20 km) przewieziono chłopskimi wozami, a około 300 osób które nie były nawet w stanie dostać się do tych wozów (starsi, chorzy i dzieci) oraz osoby próbujące się ukryć zostały przez Niemców zastrzelone. Ponieważ przy całej akcji panował chaos wielu udało się uciec. Tych, których na tym przyłapano, Niemcy mordowali na miejscu. Zginęło tak około 800 osób. Ciała były grzebane przez grupę około 50 Żydów. Ci sami ludzie zbierali także majątek jaki został po wywiezionych. Zostali później wywiezieni do obozu pracy w Wildze, a następnie do okolic Sobolewa, gdzie prawie wszyscy zginęli.

### Ruch oporu
Jeszcze przed wkroczeniem wojsk niemieckich, nauczyciel Szkoły Podstawowej nr 2 i podharcmistrz Edward Jóźwicki (posługiwał się później pseudonimami Jodła i Stańczyk) wysyłał patrole harcerzy. Później zorganizował grupę, szkoląc ich w zakresie obsługi i przechowywania broni, pełnienia roli łączników, czy kolportowania prasy podziemnej. Była to grupa 5 osób pod dowództwem Józefa Domańskiego pseudonim Sus. Równolegle nauczyciel Szkoły Podstawowej nr 1 Bolesław Osła (pseudonim Gacek) organizował działalność konspiracyjną wśród osób dorosłych. To on nawiązał kontakty zewnętrzne ze Związkiem Walki Zbrojnej. W grudniu 1939 roku doszło do połączenia działań obu grup. W 1943 roku do Armii Krajowej należały 32 osoby z rejonu. Ostatecznie dowódcą rejonu Żelechów został Wacław Majewski pseudonim „Wrzosek”. Wiosną 1942 roku powstała Organizacja Krzyża i Miecza, założona przez siedemnastoletniego wówczas harcerza Ryszarda Włodarczyka pseudonim War. Nazwa nawiązywała do organizacji założonej przez Władysława Polesińskiego, pochodzącego z Żelechowa lotnika. W końcu 1942 roku grupa liczyła 25 członków. W styczniu 1943 została podporządkowana dowództwu Armii Krajowej. W 1944 roku grupa miała już 50 członków. W ramach Armii Krajowej działa także Wojskowa Służba Kobiet.
Do celów organizacji należało przede wszystkim gromadzenie broni i przeprowadzanie szkoleń w zakresie walki i konspiracji, rozprowadzanie prasy podziemnej, zbieranie i przekazywanie dalej informacji o ruchach wojsk okupanta. Przeprowadzono akcje „profilaktyczne” przeciwko kolaborującym lub próbującym nieuczciwie się wzbogacić. Prowadzano sabotaż polegający m.in. na niszczeniu dokumentów i maszyn, co miało utrudnić działalność władz okupacyjnych, zmniejszyć potencjał ekonomiczny jaki mogli wykorzystać Niemcy, i wzbudzić ich niepokój. Członkinie Wojskowej Służby Kobiet zajmowały się pomocą rannym żołnierzom i wysyłaniem paczek jeńcom, były także szkolone do pracy jako łączniczki i sanitariuszki. Wysłano 570 paczek o łącznej wadze 1805 kg. Dochodziło także do walk z bandytami, czasem nawet z wymianą ognia. Dla zabezpieczenia mieszkańców przed napadami organizowano także noce patrole. Ważniejsze akcje zbrojne:
- 29 maja 1943 – atak na obserwacyjny posterunek lotniczy przy ulicy św. Stanisława (obecnie Wojska Polskiego), celem było zdobycie broni. Akcja nie powiodła się, zginął jeden Niemiec.
- czerwiec 1944 – podpalenie baraku i wieży służącej do obserwacji lotniczych stojących przy drodze na Ryki.
- 21 – 27 lipca 1944 – akcja „Burza”, w okolicy działał specjalny, uzbrojony oddział, który w międzyczasie wycofania się wojsk niemieckich, a przybyciem radzieckich jawnie poruszał się po okolicy.

W okolicy działały także Bataliony Chłopskie, partyzanci radzieccy pod dowództwem Serafima Aleksiejewa i żydowscy.
W 1941 w Żelechowie została utworzona szkoła ślusarsko-mechaniczna, prowadzono także tajne nauczanie na poziomie szkoły średniej. Do miasta trafiły także dzieci wysiedlone z Zamojszczyzny.

### Zakończenie
Po południu 22 lipca 1944 roku z Żelechowa wycofali się Niemcy i Węgrzy. Dla zachowania porządku na ulice wysyłane były patrole organizowane przez Armię Krajową, entuzjastycznie witane przez mieszkańców, co utrwalone zostało na zdjęciach. Celem akcji Burza, była także ochrona przed wycofującymi się oddziałami hitlerowskimi, dochodziło czasem do wymiany ognia. Po południu 26 lipca 1944 roku, do miasta wkroczyła Armia Czerwona, mieszkało tam wtedy około 4000 osób. 30 lipca kompania rejonu 2 Żelechów została zdemobilizowana. Sowieci utworzyli na polach na wschód od pałacu lotnisko. W mieście mieszkało wielu żołnierzy i oficerów radzieckich. Jednym z nich był marszałek Gieorgij Żukow, mieszkający w od grudnia 1944 r. do lutego 1945 r. w domu Antoniego Baranowskiego przy ulicy św. Stanisława (obecnie aleja Wojska Polskiego).
Żelechów doświadczył także walk po wojnie, 14 czerwca 1945 roku kompania partyzantów pod dowództwem Zygmunta Kęski rozbroiła tutejszy posterunek milicji i zlikwidowała kilku funkcjonariuszy Urzędu Bezpieczeństwa.

## Okres powojenny
W latach 50. odbudowano większość zniszczeń, powstały wtedy m.in. pawilony przy Rynku. Mimo tego liczba mieszkańców spadła do 3359 w 1961 roku. W latach późniejszych liczba mieszkańców powróciła jednak do liczby końca z lat czterdziestych. W okresie PRL powstał bardzo ważny dla zatrudnienia mieszkańców zakład Bumar-Waryński, wybudowano także gmachy szkół czyniąc z Żelechowa lokalne centrum szkolnictwa. W 1956 roku powołano społeczny Komitet Budowy Szkoły Licealnej, który doprowadził do powstania obecnego budynku Liceum Ogólnokształcącego im. Joachima Lelewela przy ul. Szkolnej, oddany do użytku na przełomie 1963 i 1964 roku. W 1973 roku został oddany do użytku budynek szkoły przy obecnej ulicy Piłsudskiego (Zespół Szkół Ponadgimnazjalnych im. Ignacego Wyssogoty Zakrzewskiego). 6 sierpnia 1995 roku funkcję Burmistrza Miasta i Gminy Żelechów objął Leonard Gula. 1 stycznia 1998 roku przyłączono do Żelechowa obszar osady Żelechów (PGR). W maju 1998 roku w mieście rozbił się samolot Iskra, zginął oficer z Wyższej Szkoły Oficerskiej Sił Powietrznych w Dęblinie. W 2003 roku oddano do użytku nowy budynek gimnazjum przy ulicy Ogrodowej, zaś w 2005 roku przylegającą do niego Halę Sportową. W 2008 roku otwarto supermarket Carlos, a w 2009 r. rozpoczęto budowę supermarketu Biedronka. 12 sierpnia 2009 wojewoda mazowiecki odwołał burmistrza Leonarda Gulę w związku z nieprawidłowościami w oświadczeniach majątkowych z 2004 i 2005 roku. 3 września 2009 roku premier wyznaczył osobę tymczasowo pełniącą funkcję Burmistrza Żelechowa - Jerzego Duchnę. W wyborach przedterminowych zarządzonych na dzień 8 listopada 2009 roku zwyciężyła Mirosława Miszkurka. Szefowa Stowarzyszenia Wspierania Aktywności Lokalnej „Razem dla miasta i wsi” zdobyła 2319 głosów, zaś jej jedyny kontrkandydat, Andrzej Szubielski, zastępca byłego burmistrza Guli - 1212 głosów. 10 listopada 2009 roku podczas nadzwyczajnej sesji Rady Miejskiej Mirosława Miszkurka złożyła ślubowanie. Z chwilą złożenia ślubowania zwyciężczyni wyborów stała się formalnie Burmistrzem Żelechowa.

## Demografia Żelechowa
| Data            | Liczba ludności | Uwagi, źródło |
| --------------- | --------------- | --- |
| 1340            |                 | 300 osób w całej parafii żelechowskiej |
| 1569            | 643             | [ 40 ] [ 41 ] |
| 1692            | około 200       | [ 42 ] |
| 1765            |                 | 1 464 Żydów |
| 1787            | 2 130           | 1 505 Żydów |
| 1791            |                 | 643 Polaków |
| 1808            | 2 020           | [ 45 ] |
| 1810            | 1 864           | [ 46 ] |
| 1818            | 1 818           | 65% Żydów |
| 1820            | 1 870           | 984 Żydów |
| 1827            | 2 273           | 1 266 Żydów |
| 1830            | 4 882           | [ 46 ] |
| 1830            | 1 882           | [ 45 ] |
| 1837            | 2 530           | [ 45 ] |
| 1843            | około 3 000     | [ 45 ] |
| 1852            | 3 693           | 36,1% Polaków, 63,7% Żydów, 0,2% Niemców |
| 1857            | 3 412           | 1 214 Polaków, 2 184 Żydów, 14 Niemców |
| 1865            | 4 419           | 70,6% Żydów, 29,5% katolików |
| 1872            | 4 882           | [ 45 ] |
| 1884            | 6 098           | 4 103 Żydów, 10 prawosławnych |
| 1893            | 6 450           | 64,4% Żydów, 35,1% katolików, 0,3% prawosławnych, 0,2% protestantów                                                                          |
| 1897            | 7 980           | 69% Żydów, 30,4% katolików, 0,4% prawosławnych, 0,2% protestantów                                                                            |
| 1910            | 7 771           | [ 46 ] |
| 1913            | 8 036           | 5 164 Żydów i 40 Rosjan |
| 1919            | 7 800           | [ 48 ] |
| 1921            | 7 146           | 4 806 Żydów |
| 1931            | 8 489           | [ 47 ] |
| 1939            | 8 500           | 5 800 Żydów |
| 1939            | 9 000           | [ 47 ] |
| 1940–1942       | 16 000 - 17 000 | w tym około 13 000 w getcie, do miasta sprowadziło się wiele osób z okolic, oraz osoby wysiedlone z województwa poznańskiego i Zamojszczyzny |
| 1944            | 4 000           | [ 11 ] |
| 1946            | 3 900           | [ 46 ] |
| 1961            | 3 359           | [ 46 ] |
| 30 czerwca 1995 | 3 739           | [ 50 ] |
| 31 grudnia 1995 | 3 759           | [ 50 ] |
| 30 czerwca 1996 | 3 782           | [ 50 ] |
| 31 grudnia 1996 | 3 793           | [ 50 ] |
| 30 czerwca 1997 | 3 773           | [ 50 ] |
| 31 grudnia 1997 | 3 753           | [ 50 ] |
| 30 czerwca 1998 | 3 954           | [ 50 ] |
| 31 grudnia 1998 | 3 954           | [ 50 ] |
| 30 czerwca 1999 | 3 973           | [ 50 ] |
| 31 grudnia 1999 | 4 011           | [ 50 ] |
| 30 czerwca 2000 | 4 003           | [ 50 ] |
| 31 grudnia 2000 | 4 015           | [ 50 ] |
| 30 czerwca 2001 | 3 995           | [ 50 ] |
| 31 grudnia 2001 | 4 013           | [ 50 ] |
| 30 czerwca 2002 | 4 010           | [ 50 ] |
| 31 grudnia 2002 | 4 028           | [ 50 ] |
| 30 czerwca 2003 | 4 030           | [ 50 ] |
| 31 grudnia 2003 | 4 049           | [ 50 ] |
| 30 czerwca 2004 | 4 055           | [ 50 ] |
| 31 grudnia 2004 | 4 062           | [ 50 ] |
| 30 czerwca 2005 | 4 051           | [ 50 ] |
| 31 grudnia 2005 | 4 029           | [ 50 ] |
| 30 czerwca 2006 | 4 028           | [ 50 ] |
| 31 grudnia 2006 | 4 028           | [ 50 ] |
| 30 czerwca 2007 | 4 041           | [ 50 ] |
| 31 grudnia 2007 | 4 087           | [ 50 ] |
| 31 grudnia 2023 | 3 720           | [ 51 ] |

## Dawne nazwy ulic
- ulica Piłsudskiego – do II wojny światowej Pałacowa[23], w okresie PRL Świerczewskiego[52]
- aleja Wojska Polskiego – ulica św. Stanisława[23]
- ulica Długa – w okresie międzywojennym 11 listopada[23], w 1967 roku ulica 11 listopada była zachodnią częścią obecnej Długiej[52]
- ulica Armii Krajowej – Tylna
- ulica Waisenberga – Źródlana
- ulica Wilczyska – w okresie międzywojennym ulica Legionów[53]
- ulica Pudły – ulica rabina Mojzelesa[53]
- ulica Konopnickiej – Księżyzna Wschodnia[54]
- ulica Reymonta – Księżyzna Południowa[54]